# Tapinoma rottnestense
Tapinoma rottnestense är en myrart som beskrevs av Wheeler 1934. Tapinoma rottnestense ingår i släktet Tapinoma och familjen myror. Inga underarter finns listade i Catalogue of Life.